# PGC 36037
LEDA/PGC 36037 (auch NGC 3795B) ist eine elliptische Zwerggalaxie vom Hubble-Typ E/S0 mit aktivem Galaxienkern im Sternbild Großer Bär am Nordsternhimmel. Sie ist schätzungsweise 68 Millionen Lichtjahre von der Milchstraße entfernt und hat einen Durchmesser von etwa 20.000 Lichtjahren. Sie gilt als Mitglied der NGC 3795-Gruppe (LGG 244). 
Im selben Himmelsareal befinden sich u. a. die Galaxien NGC 3757, NGC 3838, IC 691. 